# Швидкісна дорога S5 (Польща)
Швидкісна дорога S5  (пол. Droga ekspresowa S5) – автошлях у Польщі, що будується (станом на 2018 рік), і який з'єднає Оструду, Бидгощ, Познань і Вроцлав.
У Куявсько-Поморському воєводстві загальна довжина траси буде 129,8 км, орієнтовна вартість будівництва — 3 мільярди злотих.. Планований строк введення до експлуатації — 2019 рік, а вартість будівництва всієї дороги може сягати 11 мільярдів злотих. Трасою пролягатиме європейський маршрут E261, який поки (до появи швидкісної дороги) проходить польським автошляхом  5.

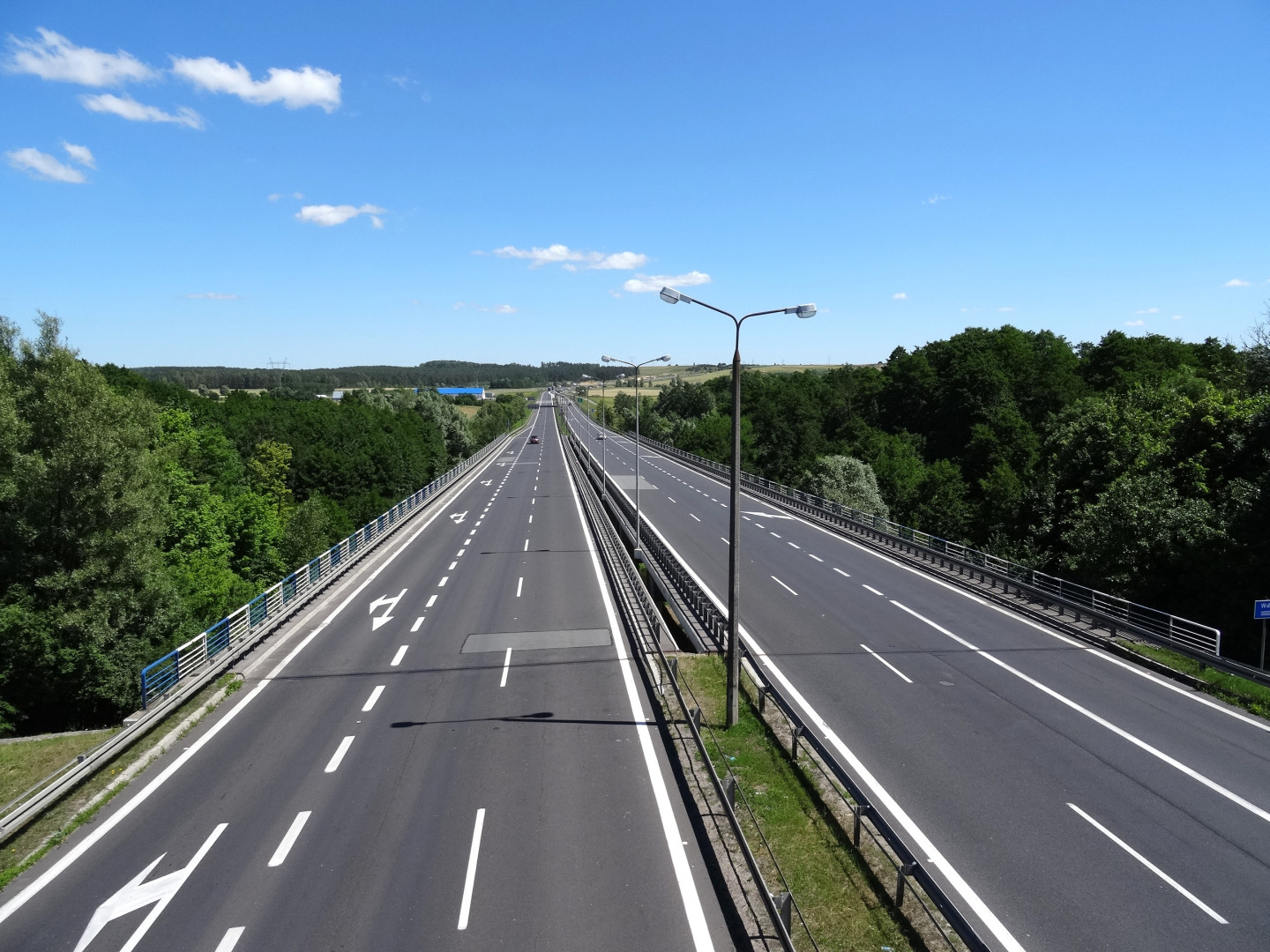
Траса S5, об'їзд Свеце

29 жовтня 2015 року було опубліковано розпорядження Ради Міністрів Польщі, де окреслено планований маршрут траси до Оструди.

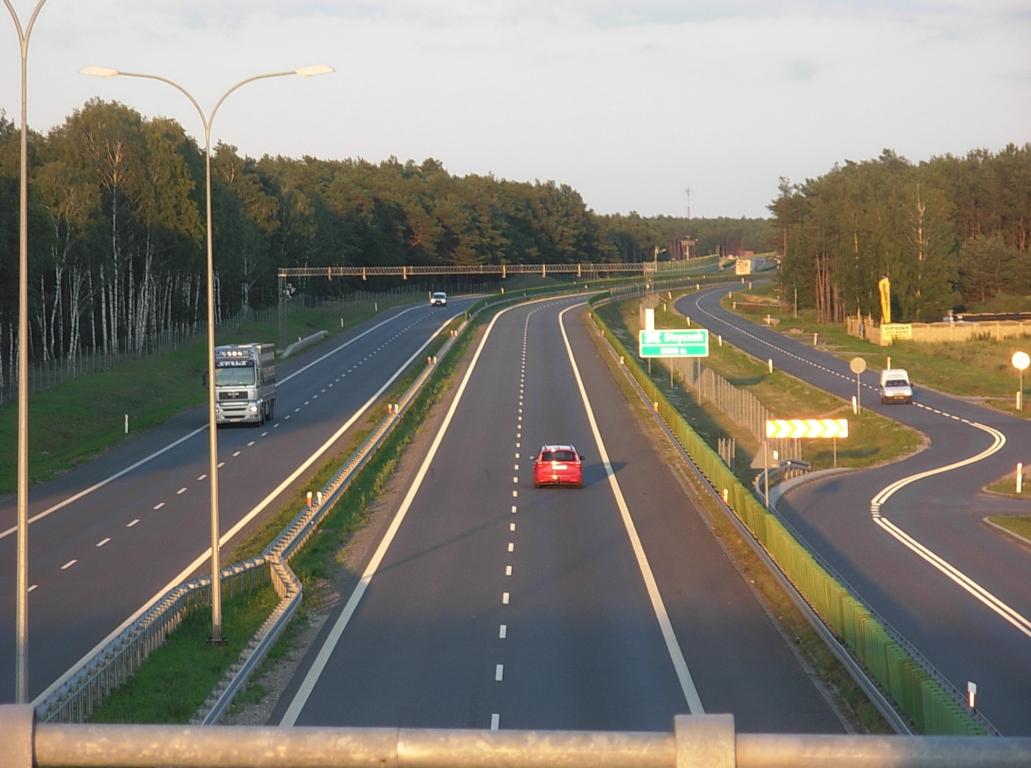
Траса S5/S10 на ділянці між перетинами Bydgoszcz Południe і Bydgoszcz Błonie, фрагмент південного об'їзду Бидгощі